# Bourdon (muziek)

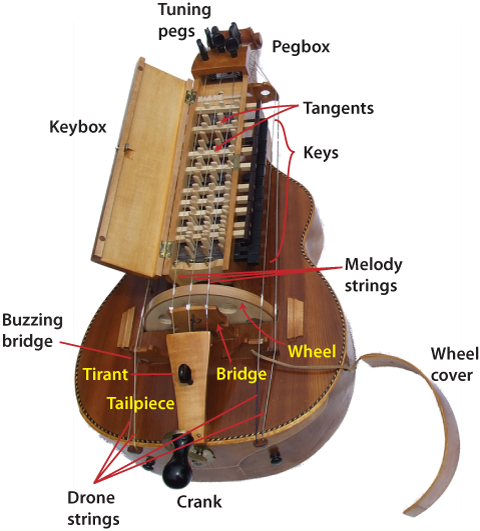
Onderdelen van een draailier. De "drone strings" zijn de bourdonsnaren

Een bourdon is een set snaren of schalmeien die in kwint of octaaf gestemd zijn.
Ze klinken continu en geven het specifieke geluid dat bij dit instrument hoort, genaamd de drone.
De naam bourdon komt van het Franse woord voor de hommel (insect) die een vergelijkbaar geluid (gonzen) produceert als ze vliegt. Zo komt het instrument "de vlier" aan haar meest gebruikte naam "de hommel".
Bourdons komen voor bij doedelzakken, draailieren, launeddas en hommels. Bij sommige hommels is echter ook een volmaakt akkoord mogelijk in grondligging of een andere omkering. Soms zijn ze gelijkgestemd.
Het bourdongeluid wordt ook bij de Sardijnse accordeon (of diatonische trekzak) geïmiteerd.
Het is tevens de naam van een basisregister bij een orgel, het zijn de afgedekte pijpen. Het kan als 4-8-16-32-voet worden gebouwd.
Bourdons kunnen ook op andere instrumenten gesimuleerd worden, zoals op een piano, indien in het basregister akkoorden bestaande uit kwinten of octaven worden gespeeld.

## Instrumenten met bourdonsnaren
- Draailier
- Teorbe
- Epinette
- Hommel
- Nyckelharpa
- Bağlama (saz)
- Sitar
- Vedel

## Instrumenten met schalmei(en)
- Doedelzak